# 山田一雄
山田 一雄（やまだ かずお、1912年（大正元年）10月19日 - 1991年（平成3年）8月13日）は、日本の指揮者、作曲家。本名は和雄。和男、夏精（かせい）を経て、1968年に一雄と改名した。「ヤマカズさん」の愛称で親しまれ、朝比奈隆らと並んで日本のクラシック音楽界を支えた指揮者であり作曲家。東京芸術大学名誉教授。

## 人物・来歴
東京府生まれ。学習院中等科2年の頃にピアノを独学で学び、作曲にも熱中した。学習院高等科へ進学するも東京音楽学校への進学を志して休学。1931年に東京音楽学校（現東京芸術大学）ピアノ科首席卒業ののち研究課程に進み、卒業後は同校で教鞭を取るようになった。在学中からクラウス・プリングスハイムに師事し作曲を学び、作曲関連の各種の賞を獲得。また、1939年には安部幸明、小倉朗らとともに自作や現代作品の演奏をメインとする音楽集団「プロメテ」を結成した（時節柄、たった2回の活動のみで解散）。
指揮活動は、1935年にJOAKのラジオ放送で自作を指揮をしたのが最初であり、ジョゼフ・ローゼンストックの元で研鑽を積んだ後、1941年9月に新交響楽団（現NHK交響楽団）の補助指揮者に就任。直後の太平洋戦争開戦でローゼンストックの活動に制限がかかり、まず地方公演をローゼンストックに代わって指揮をするようになり、次いで1942年には、共演者とのトラブルで機嫌を損ねてしばらく休養することになった彼の代役として、ローゼンストックが出演をキャンセルした残りの定期演奏会の指揮を尾高尚忠とともに引き受けた。新響が日本交響楽団に改組後、尾高とともにローゼンストックを支える立場の専任指揮者となり、3人で日響の指揮台を守った。1944年に召集令状が来るがすぐに除隊。翌1945年には満州国に渡り、新京やハルビンのオーケストラを指揮した（当時、満州には朝比奈隆もいた）。ソ連軍が満州に侵攻する数時間前に伝馬船で大陸を脱出し、帰国した。
自作を含むピアノ演奏も行なっており、指揮デビュー以前は新交響楽団でオーケストラ内のピアノ・パート（いわゆる「オケナカ」）を頻繁に受け持っていた。この時代、「オケナカ」は奏者の不足していたハープのパートを代奏することが多く、それが転じて自身もハープに興味を持って習得し、1940年の「紀元2600年記念演奏会」にはハープ奏者として加わっている。晩年までパーティーの余興などでハープを披露することがあった。
日本に引き揚げ後は、以前と同様に日響の指揮台に立ったり、時間的な余裕が生まれたため作曲の筆を再開したりした。1949年にはマーラーの交響曲第8番「千人の交響曲」を日本初演するなど順調な活動を続けていた。ところが、1951年に日響がNHK交響楽団と改称される際、常任指揮者としてクルト・ヴェスが迎えられたことにより山田の立場は影が薄くなり、やがて山田はN響とは距離の置いた活動を繰り広げることとなった。まず大阪に移り、NHK大阪放送管弦楽団の指導に当たり、次いで1956年にはニッポン放送の「フジセイテツコンサート」用オーケストラであるNFC交響楽団（在京オーケストラからの選抜メンバーで構成）を組織した。
1960年から首都圏へ戻り、手始めに東京交響楽団、1966年から日本合唱協会、1968年から群馬交響楽団、次いで1972年から京都市交響楽団の各音楽監督等を務め、1977年からは新星日本交響楽団の顧問（没後、新星日本時代・合併後の東フィル時代を通じて永久名誉指揮者）となるなど、多くのオーケストラとの共演を重ねた。1985年2月のN響定期公演で、病気で出演キャンセルしたオットマール・スウィトナーの代役として渡邉暁雄とともに出演し、十八番のモーツァルトの交響曲第38番「プラハ」と、マーラーの交響曲第5番を指揮した。山田がN響の定期公演を指揮したのはこれが最後となった。「N響」の定期への登場は、これ以外では1976年に一度あるのみである。但し、定期以外の放送枠、例えば、NHK総合テレビの30分番組「プロムナード・コンサート」では、1960年代からN響で頻繁に通俗名曲を指揮していた。1978年から1979年にかけて藤沢市の企画で4夜にわたる「山田一雄の世界」コンサートが藤沢市民会館で開催され、第1夜はブラームスの合唱曲と交響曲、第2夜はシェーンベルク、三木稔、メシアンの現代音楽、第3夜はモーツァルトのセレナーデや交響曲、そして第4夜はマーラーの「千人の交響曲」を山田が指揮した。管弦楽は第1-2夜が新日本フィルハーモニー交響楽団、第3-4夜が東京都交響楽団であった。1990年から翌1991年にかけて楽壇生活50周年を祝う各地のコンサートに出演、札幌交響楽団のベートーヴェン・シリーズを指揮（録音されCD化）。1990年11月26日のN響での祝賀コンサートが、山田とN響の最後の共演となった。
1986年、洋楽界への貢献に対して日本芸術院賞を受賞した。
教育者としては、東京芸術大学音楽学部指揮科の助教授（1965年 - 1971年）、教授（1971年 - 1972年）、非常勤講師（1986年 - 1990年）として、同僚の渡邉暁雄、金子登らとともに後進の育成に当たり、その門下からは、石丸寛、遠藤雅古、矢崎彦太郎、小林研一郎、小泉和裕、手塚幸紀らを輩出した。
晩年はアマチュア演奏家の指導にも心を注ぎ、1979年から1988年にかけて新交響楽団を指揮しマーラーの交響曲全曲演奏を果たした。
1991年7月に神奈川フィルハーモニー管弦楽団の音楽監督に就任したが、わずか1ヵ月後の8月13日に急逝した。

## 演奏スタイル
山田の指揮スタイルはかなり個性的であり、晩年になっても変わらなかった。例えばベートーヴェンの交響曲第6番「田園」の第一楽章を指揮棒を激しく振るわせて指揮した。指揮台でジャンプすることでも有名で、若い頃は数十センチほど飛び上がることができた。ジャンプの着地に失敗して舞台下まで転げ落ち、指揮をしながら這い上がってきたという逸話もある（NHK交響楽団の名古屋公演で「レオノーレ序曲第3番」を指揮した際の出来事だといい、自伝「一音百態」で委細を語っている）。「千人の交響曲」初演では、ルパシカのような舞台衣装を身にまとって指揮をしたりもした。
「ナイーブな性格で、練習では非常に口やかましかった」「繊細な神経の持ち主だったが、弟子（石丸寛）には相当な愛情をかけていた」という楽員たちの回想もある。
現代音楽にも造詣が深く、オリヴィエ・メシアンや松下眞一も演奏することができた。晩年には40歳ほど年下の南聡の新作を指揮している。

## 録音
- 吹奏楽曲集I・II・III（キングレコード）演奏：東京吹奏楽団
- 芥川也寸志：「交響管弦楽のための前奏曲」（フォンテック）演奏：新交響楽団　※この新交響楽団はN響の前身のそれではなく、1956年に芥川也寸志が創設したアマチュアオーケストラ
- マーラー：交響曲第2番「復活」（ビクターエンタテインメント/タワーレコード）演奏：京都市交響楽団
- マーラー：交響曲第8番「千人の交響曲」 (CBS Sony: 40AC 918-9) 演奏：東京都交響楽団、湘南合唱連盟ほか (2008年11月にソニーミュージックよりCDで再発売された）
- ベートーヴェン：交響曲第2番・第3番・第4番・第5番・第6番・第7番・第8番・第9番、チャイコフスキー：交響曲第5番（タワーレコード）演奏：札幌交響楽団
- ムソルグスキー（ラヴェル編曲）：組曲展覧会の絵、ハイドン：交響曲第101番、チャイコフスキー：スラブ行進曲（コロムビアミュージックエンタテイメント）演奏：日本フィルハーモニー交響楽団
- モーツァルト：交響曲第41番「ジュピター」他（フォンテック）演奏：新日本フィルハーモニー交響楽団　※ラストレコーディング
- 團伊玖磨：交響曲第1番イ調・第2番変ロ調（ユニバーサル ミュージック クラシック）演奏：ウィーン交響楽団

## 受賞・受章
- 1937年（昭和12年）－ 日本放送協会募集管弦楽懸賞第1位「大管弦楽のための〈日本の俗謡による前奏曲〉」[1][8]
- 1938年（昭和13年）－ 第2回新響邦人作品コンクール入選 交響詩「若者のうたへる歌」、ワインガルトナー賞 交響的「木曾」[1][8]
- 1949年（昭和24年）－ 毎日音楽賞 オペラ「ヘンゼルとグレーテル」[1][8]
- 1976年（昭和51年）－ 紫綬褒章[1]
- 1979年（昭和54年）－ 第29回芸術選奨文部大臣賞[1]
- 1982年（昭和57年）－ 芸術祭大賞[1]
- 1983年（昭和58年）－ 有馬賞[1]
- 1984年（昭和59年）－ 勲四等旭日小綬章[1]
- 1985年度（昭和60年度）－ 第42回日本芸術院賞[9]

## 作品
指揮者としてのイメージが大きいゆえ、山田にもかなりの数の作品があることは見過ごされがちである。現在では演奏される機会は多くはないとはいえ、録音も少なからずある。なお、一部作品は楽譜が散逸している。

### 主な管弦楽作品
- 日本の俗謡による前奏曲（1937年）(3管編成) 1937年 JOAKコンクール第一位入選。
- 小交響楽詩「若者のうたへる歌」（1938年）(3管編成) 1938年新交響楽団第2回邦人作品コンクール入選。[10]
- バレエ音楽「白夜」（1938年）(2管編成)
- 国民詩曲「交響的木曽」Op.12（1939年）(3管編成)[11]
- 交響組曲「印度」（1940年）
- 序曲「荘厳なる祭典」（1940年）(3管編成)
- バレエ音楽「呪縛」Op.13/交響組曲「呪縛」（1940年/1942年)[12]
- 嬉遊曲（1940年）(室内管弦楽のための)
- 讐ありきOp.17（1942年）(三好達治詞。交響詩曲「皇軍頌歌」第一曲。合唱と2管編成のための)
- バレエ音楽「バリ島の月」（1943年）(フルート、クラリネット、弦楽四重奏、パーカッション、ピアノのための)
- おほむたから Op.20（1944年）(3管編成)[13]
- 戦列にOp.22（1944年）(2管編成)
- 二つの慰安曲（1944年）(ヴァイオリンと管弦楽のための)
- 交響詩「奈良」（1946年）(スコア不明)
- 親鸞（1952年）(ラジオ東京連続小説のための音楽)
- あなたにはきこえませんか（立体放送のための音楽 1954年11月3日放送、NHK）
- 小交響曲「名人」（1956年）(室内管弦楽のための)
- 管弦楽曲「東北民謡」（1962年?）(ピアノ・スケッチの断片のみ確認)

### 室内楽作品
- ヴァイオリンソナタOp.15（1940年）
- 無伴奏チェロソナタOp.10（1939年）
- 弦楽四重奏曲第1番ハ調（1936年）
- 弦楽四重奏曲「彼の随感から」（1935年）
- 弦楽四重奏曲「3つの古典的な断章」（1934年）
- 若者のうたえる歌（1935年）(ヴァイオリンとピアノのための。同名の管弦楽曲とは別、倉田高に捧ぐ)
- エレガンス（1937年）(フルート、オーボエ、ファゴットのための)
- 2つのエレガンスより（1937年）(フルート、オーボエ、2つのクラリネット、ファゴット、トライアングル、チェレスタのための)
- フルートのための「二つの唄」Op.14（1938年）(フルートとピアノのための)
- クラリネットのための「麦踏み」（1945年）
- ノットゥルノ第2番「リ々子のために」（1946年）(フルートとピアノのための)
- ノットゥルノOp.23「インテルメデ」（1947年）(フルートとピアノのための。林リリ子に捧ぐ)

### ピアノ作品
- 闘争―短詩（1931年）
- Shizukaに捧ぐ（1931年）
- 日記「樹と性欲」（1934年）
- ピアノのための「一つの感想」（1935年）
- ピアノのための「アンプロヴィザシオン」（1935年）
- ソナチネ Op. 19（1943年）
- ノットゥルノ Op. 23（1945年）

### 声楽作品
- くちづけ（1932年）(薄田泣菫詞)
- 幽思（1932年）(石川啄木詞)
- 白壁（1932年）(島崎藤村詞)
- 春の朝（1934年）(P.ブラウニングの上田敏訳詞。小管弦楽版あり?)
- 樺太の越年（1934年）(村尾獲郎詞)
- 歌曲集「コクトオ三題」（1935年）(ジャン・コクトーの堀口大學訳詞)
- 猫（1936年）(堀口大學詞)
- カンタータ「辮髪時代から・寓話」（1936年）(ハインリヒ・ハイネの生田春月訳詞。ソプラノ、女声合唱、1管編成)
- 春宵語（1936年）(城左門詞。朗読と1管編成のための)
- 午後（1937年）(堀口大學詞)
- スキー（1937年）(春山行夫詞。「四季の歌」第四曲。「三つの季節のうた」第二曲。管弦楽伴奏版あり)
- 溝（泡、蛆）（1937年）(佐藤一英詞。1管編成伴奏版はワインガルトナー賞入選)
- 小さな小さなクリスマス（1937年）(菊岡久利詞。ソプラノ、フルート、ハープ、チェロのための。ピアノスケッチのみ確認)
- もう直き春になるだらう（1938年）(城左門詞。「三つの季節のうた」第三曲。1管編成版あり)[14]
- 春（春がきた）（1938年）(風巻景次朗詞。「四季の歌」第一曲。管弦楽伴奏版あり?)
- 海水浴（1938年）(堀口大學詞。「四季の歌」第二曲、「三つの季節のうた」第三曲)
- 祝祭（1938年）(北川冬彦詞)
- 髪の花（1938年）(菊岡久利詞)
- みのむし（1939年）(勝田ウメ詞)
- 果樹園（1939年）(風巻景次朗詞)
- 日本の歌（1944年）(深尾須磨子詞)[15]
- 竪琴の音によせて（1944年）(深尾須磨子詞。2管編成版あり?)
- 組詩「祖師谷より」Op.24（1945年）
- 秋三題（1949年）(多田三七詞)
- 柳ちる町（1953年）(喜志邦三詞。NHKラジオ歌謡)
- 幼なき歌抄（1953年）(野上彰歌詞。朗読とピアノのための)
- 遥かな花（1953年）(深尾須磨子詞)
- 貧しき贈物（1954年）(藤浦洸詞。室内管弦楽版あり?)
- サロメの月（1955年）(深尾須磨子詞。一部声楽パートのみ確認)
- 蜂のうた（1956年）(深尾須磨子詞)
- 小さなメロディ（1958年）(「同人名簿」のタイトルで歌詞つきあり)
- 宮沢賢治・三章（「高原」1940年、「風の又三郎」1952年、「市場帰り」1955年）「高原」は「四季の歌」第三曲。
- 小カンタータ「わが皇子とわが妃」（副題は「皇太子・美智子賛歌」）（1959年）(合唱譜あり。2管編成の「よろこびのファンファーレ」の楽譜あり)
- 歌えわれら（1963年）(丸山重威詞。六大学混声合唱連盟のために)

### その他
- チャイコフスキー：「白鳥の湖」の編曲: 小牧正英による1946年の日本初演の際、小牧持参のピアノスコアから山田が全曲のオーケストレーションを編曲した[16][17]。

## 著書
- 『指揮の技法』 音楽之友社（1966年） - 著者名表記は山田和男。
- 『一音百態』 音楽之友社（1992年）